# Batalion KOP „Skole”

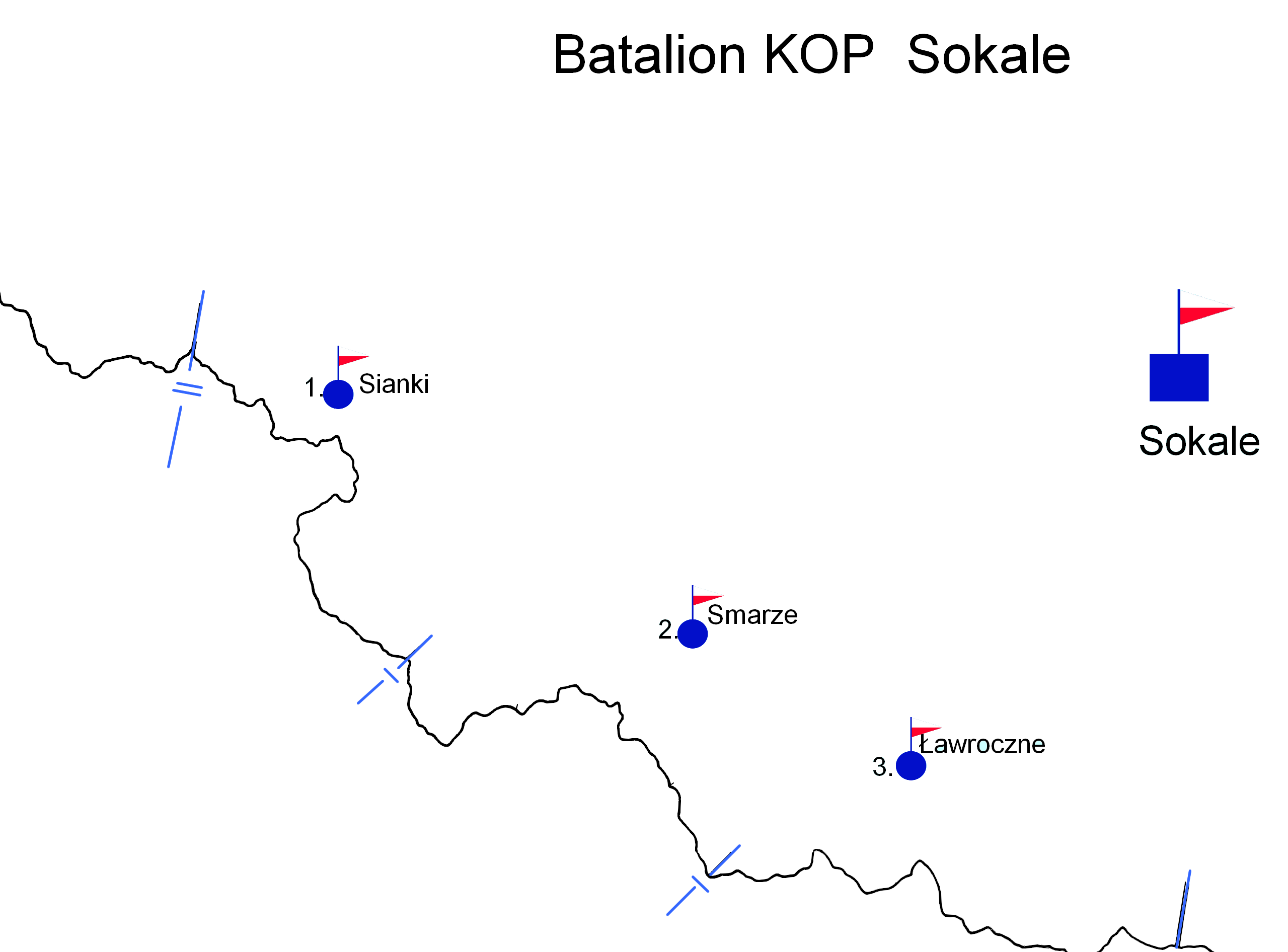
Szkic rozmieszczenia batalionu KOP Sokole

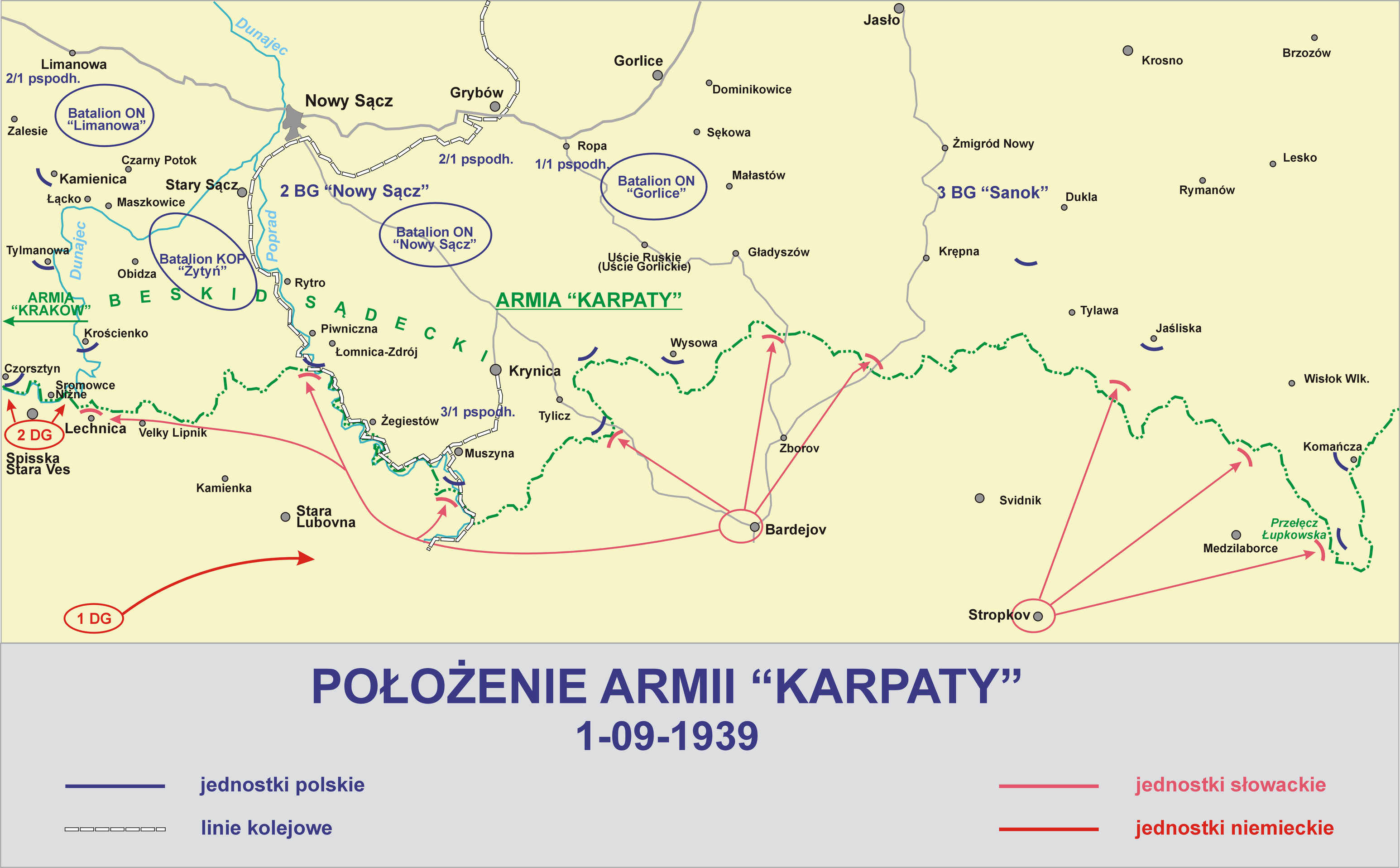
Batalion walczył w składzie armii

Batalion Korpusu Ochrony Pogranicza „Skole” – oddział piechoty Korpusu Ochrony Pogranicza.

## Formowanie i zmiany organizacyjne
Batalion został sformowany w 1939, po przejęciu przez KOP ochrony dawnej granicy z Czechosłowacją od Straży Granicznej. Wchodził w skład 1 pułku piechoty KOP „Karpaty"” jako I batalion. Nazwa jednostki pochodzi od leżącego w Bieszczadach miasta Skole znajdującego się wówczas na obszarze województwa stanisławowskiego i będącego macierzystym garnizonem batalionu. 
Z dniem 15 maja 1939 batalion stał się oddziałem gospodarczym. Stanowisko kwatermistrza batalionu przemianowane zostało na stanowisko zastępcy dowódcy batalionu do spraw gospodarczych, płatnika na stanowisko oficera gospodarczego, zastępcy oficera materiałowego dla spraw uzbrojenia na zbrojmistrza, zastępcy oficera materiałowego dla spraw żywnościowych na oficera żywnościowego.
W wojnie obronnej 1939 włączony w struktury 3 Brygady Górskiej podzielił los innych jednostek Armii Karpaty.

## Obsada personalna
Obsada personalna baonu KOP „Skole” w marcu 1939
- dowódca batalionu – mjr Jerzy Stanisław Dembowski
- adiutant – kpt. piech. Florian Franciszek Wawrykiewicz †15 IX 1939
- kwatermistrz – kpt. piech. Zygmunt Matwijewicz[b]
- oficer materiałowy – wakat
- oficer płatnik – por. int. Józef Hała
- lekarz medycyny – mjr lek. Stanisław Otfinowski
- dowódca 1 kompanii granicznej – kpt. piech. Tadeusz Gawdzik
- dowódca plutonu – por. piech. Tadeusz Ludwik Kalkowski †18 VI 1939[6]
- dowódca 2 kompanii granicznej –
- dowódca 3 kompanii granicznej –
- dowódca plutonu –
- dowódca kompanii odwodowej –
- dowódca kompanii km – vacat
- dowódca plutonu łączności – por. piech. Józef Bińkowski

### Żołnierze batalionu – ofiary zbrodni katyńskiej
Biogramy zamordowanych znajdują się na stronie internetowej Muzeum Katyńskiego
| Nazwisko i imię           | stopień | zawód             | miejsce pracy przed mobilizacją | zamordowany |
| ------------------------- | ------- | ----------------- | ------------------------------- | ----------- |
| Dembowski Jerzy Stanisław | major   | żołnierz zawodowy |                                 | Charków     |